# هنا الوردة
هنا الوردة رواية للكاتب والصحفي الأردني أمجد ناصر. صدرت الرواية لأوّل مرة عام 2016 عن دار الآداب للنشر والتوزيع في بيروت. ودخلت في القائمة الطويلة للجائزة العالمية للرواية العربية لعام 2018، المعروفة باسم «جائزة بوكر العربية».

## حول الرواية
يروي الكاتب الأردني «أمجد ناصر» في هذه الرواية حكاية «يونس الخطّاط»، الذي يبتلعه الحوت المجازي، شخصية مثيرة للإعجاب: فهو مزيج من العاشق والمتمرد والمغامر والحالم الذي يمشي إلى هدفه الكبير، جارّا معه سائر شخصيات الرواية التي ترى حقيقته بينما يبقى هو الوحيد الذي لا يرى ذاته.